# بویس (پنسیلوانیا)
بویس (به انگلیسی: Boyce) یک منطقهٔ مسکونی در ایالات متحده آمریکا است که در شهرستان الگینی، پنسیلوانیا واقع شده‌است. بویس ۲۶۷٫۹۲ متر بالاتر از سطح دریا واقع شده‌است.